# William Wasson
William B. Wasson (* 21. Dezember 1923 in Phoenix, Arizona; † 16. August 2006 in Cottonwood, Arizona) war ein katholischer Priester und Gründer des Kinderhilfswerks Nuestros Pequeños Hermanos.
Nach seiner Priesterweihe 1953 in Cuernavaca in Mexiko gründete er dort ein Jahr später das Kinderhilfswerk Nuestros Pequeños Hermanos zur Unterstützung von Straßenkindern. Im Laufe der Jahre gründete er in acht Ländern Lateinamerikas und der Karibik weitere Kinderheime. Bis zu seinem Tod führte er die Organisation.
In der sozialpsychologischen Untersuchung Erich Fromms und Michael Maccobys über den Gesellschaftscharakter eines mexikanischen Dorfes werden im Abschnitt bzw. Kapitel über mögliche Veränderungsoptionen auch die Projekte von Wasson auf mehreren Seiten ausdrücklich mit lobenden Worten erklärt, um die Lebensumstände der Dorfbewohner strukturell zu verbessern.

## Auszeichnungen
- 1977  Luis Elizondo Auszeichnung für Humanitäre Leistungen
- 1979  Good Samaritan Award der National Catholic Development Conference
- 1981  Internationaler Preis der Franziskaner
- 1989  der Aztekische Adler, verliehen von der mexikanischen Regierung
- 1997  Auszeichnung vom Caring Institute in Washington, D.C. als einen der 10 fürsorglichsten Menschen Amerikas
- 2000  Kellogg’s Hannah Neil World of Children Award
- 2004  Internationaler Erich-Fromm-Preis
- 2005  Opus Prize